# 周学昌

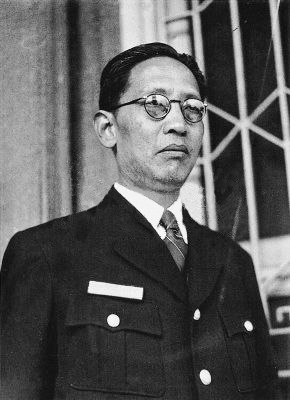

周学昌（1898年3月19日—1952年11月26日），名绶章，小名小戌，字芝侯，号退庵，河北安新人。中华民国政治人物。

## 生平
周学昌出生于安新县新安镇，1913年至1917年就读于北京师范学校。毕业后考入北京大学教育系，1924年加入中国国民党。同年在冯玉祥的国民军中任第一军宣传员。1926年参加北伐，历任第四军第十二师营党代表、新编第一师一团党代表兼师政治秘书。1927年前往武汉出任中央军事政治学校政治教官，同时兼任叶挺的中央独立师第一团党代表。宁汉合流后前往南京，担任中央党部青年科干事。次年在俞飞鹏推荐下任北平军分会专员、中国国民党北平市党部委员兼训练部部长。1931年他任北平市教育局局长，后还曾任北平市政府参事等职。1932年10月受杨虎城之邀出任陕西省政府委员、教育厅厅长、中国国民党陕西省党部执行委员。西安事变后赴南京，很快又被派往西康与刘文辉联络。1937年10月回到南京，出任军委会第六部第二处处长。其后随国民政府一同西迁，1938年任西康建省委员会委员、中统情报人员（负责监视刘文辉）、中国国民党西康省党部常务委员。1939年同属中统的叶秀峰因与周学昌不和而向蒋介石报告他受刘文辉收买，蒋因此将其扣押三个月。
周学昌因此对蒋不满，于1939年8月加入汪精卫政权，任其下的中国国民党中央委员。其后任中国国民党南京特别市党部主任委员。1940年9月任中央党务训练团教育长。1941年2月任东亚联盟中国总会理事会副秘书长，1941年5月任该会南京分会常务理事兼书记长，1941年8月任社会行动指导委员会秘书长。1941年9月任粮食管理委员会兼任常务委员。他还曾任立法院秘书长，中国新闻广播协会理事兼中国音乐协会会长等职。1941年12月他出任南京特别市市长直到汪精卫政权倒台，后又曾兼任过时局策进委员会委员、新国民运动促进委员会委员、中央党部人事审查委员会委员等。抗日战争结束后他于1945年9月26日被捕，囚禁于宁海路首都高等法院看守所。1946年10月19日他被首都高等法院判处死刑，1947年（民国36年）5月上诉仍被维持原判，但迟迟未执行枪决。1949年从南京转移到上海市提篮桥监狱关押。中华人民共和国成立后，于1952年因病在狱中去世。

## 家庭
- 妻（第一任）：房金栋（？-1935年）
- 妻（第二任）：颜仲鲁
- 妾：杨曦晨，因1946年8月14日被首都高等法院发现在该院看守所内和周學昌幽会，而于1946年被首都高等法院判处1年徒刑。[1]